# اتلتا
اتلتا (به ایتالیایی: Ateleta) یک کومونه در ایتالیا است که در استان لاکویلا واقع شده‌است.

## خصوصیات
اتلتا ۴۱٫۶۲ کیلومترمربع مساحت و ۱٬۲۰۳ نفر جمعیت دارد و ۷۶۰ متر بالاتر از سطح دریا واقع شده‌است.